# Nikolaikirche (Aidlingen)

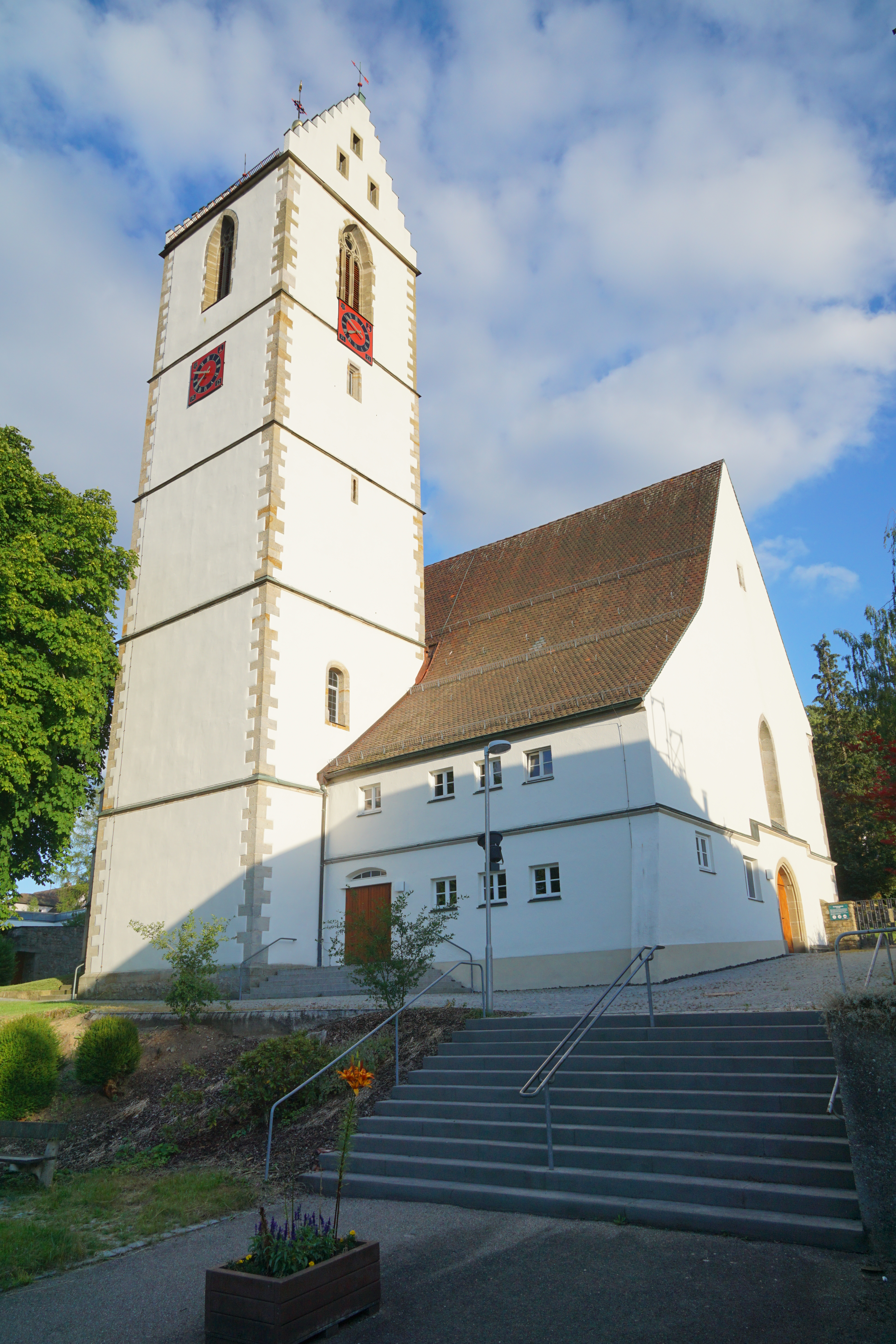
Nikolaikirche in Aidlingen

Die Nikolaikirche ist ein geschütztes Kulturdenkmal nach dem Denkmalschutzgesetz in Aidlingen, einer Gemeinde im Landkreis Böblingen in Baden-Württemberg. Sie gehört zum Kirchenbezirk Böblingen der Evangelischen Landeskirche in Württemberg.

## Beschreibung
Die Kirche, die im Kern auf eine Wehrkirche zurückgeht, ist in wesentlichen Teilen von Aberlin Jörg gestaltet worden. Sie besteht aus einem Langhaus, das mit einem Satteldach bedeckt ist, unter dessen Schleppdach im Norden sich ein Seitenschiff befindet, einem eingezogenen, dreiseitig geschlossenen Chor im Osten, der von Strebepfeilern gestützt wird, einem fünfgeschossigen Kirchturm an der Nordwand des Langhauses, der mit einem Satteldach zwischen Staffelgiebeln bedeckt ist, und der Sakristei an der Südwand des Chors. Das oberste Geschoss des Kirchturms beherbergt hinter den als Maßwerkfenster gestalteten Klangarkaden den Glockenstuhl, in dem vier Kirchenglocken hängen. 
Der Innenraum im Erdgeschoss des Kirchturms ist mit einem Kreuzgratgewölbe überspannt, der des Langhauses mit einer Flachdecke, die mit Hohlkehlen gerahmt ist, der des Chors mit einem Netzgewölbe.